# Editto di Gülhane

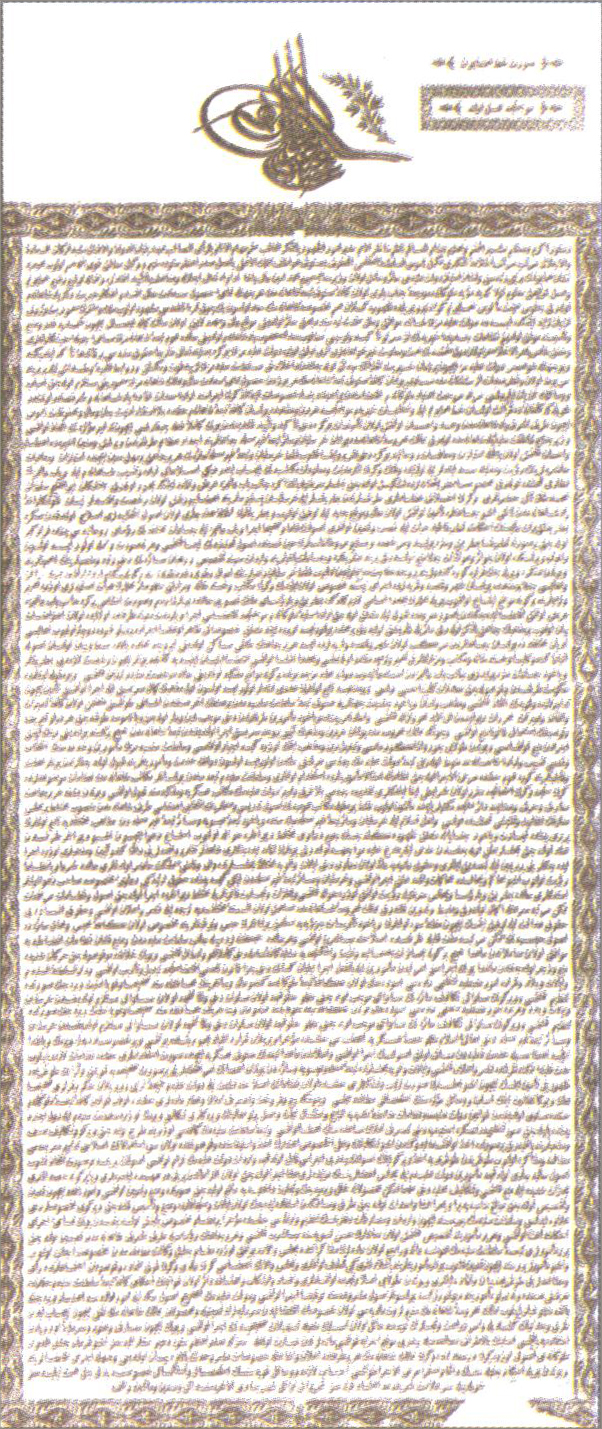
L'editto di Gülhane in turco ottomano

L'Editto di Gülhane (in turco Gülhane Hatt-ı Şerif, "Editto supremo del giardino delle rose"; in francese Hatti-Chérif de Gulhané) o Tanzimât Fermânı ("Editto imperiale di riorganizzazione") fu una proclamazione del sultano ottomano Abdülmecid I nel 1839 che lanciò il periodo di riforme e riorganizzazione nell'impero ottomano. Il 125 ° anniversario dell'editto era raffigurato su un vecchio francobollo postale turco.
La proclamazione avvenne per volere del riformista Gran Visir Mustafa Reşid Pasha. Promese riforme come l'abolizione delle iltizam (la vendita del diritto di raccogliere imposte su un territorio, a fronte di una cifra prefissata, una sorta di leasing fiscale), la riforma della coscrizione e la garanzia dei diritti a tutti i cittadini ottomani indipendentemente dalla religione o dal gruppo etnico. L'obiettivo del decreto era quello di aiutare a modernizzare militarmente e socialmente l'impero in modo che potesse competere con le Grandi Potenze d'Europa. Si sperava anche che le riforme conquistassero le parti disaffezionate dell'impero, specialmente nelle parti dell'Europa controllata dagli ottomani, a maggioranza cristiana. Al momento dell'editto, il Millet aveva guadagnato una grande quantità di autonomia religiosa all'interno dell'impero, minacciando il governo centrale. Questo editto, insieme al successivo editto di riforma imperiale del 1856, fu quindi un primo passo verso l'obiettivo dell'impero verso l'ottomanismo, o un'identità ottomana nazionale e legale unificata. Fu pubblicato sul Takvim-i Vekayi in turco ottomano. Inoltre, è stato pubblicato in greco e francese, quest'ultimo sul Moniteur ottoman, e François Alphonse Belin, un dragomanno, creò la sua versione francese, pubblicata sul Journal Asiatique.
L'Editto di Gülhane non emanò alcuna modifica legale ufficiale, fece semplicemente delle promesse Reali ai sudditi dell'impero, che non furono mai completamente attuate a causa del nazionalismo cristiano e del risentimento tra le popolazioni musulmane in queste aree. Alla fine della guerra di Crimea, le potenze occidentali fecero pressioni sulla Turchia affinché intraprendesse ulteriori riforme, principalmente per privare i russi, con i quali erano in corso negoziati di pace, di ogni ulteriore pretesa di intervento negli affari interni dell'Impero Ottomano. Il risultato di queste pressioni fu la proclamazione dell'Hatt-ı Hümâyûnu (Rescritto Imperiale) del 18 febbraio 1856.

## Contenuti

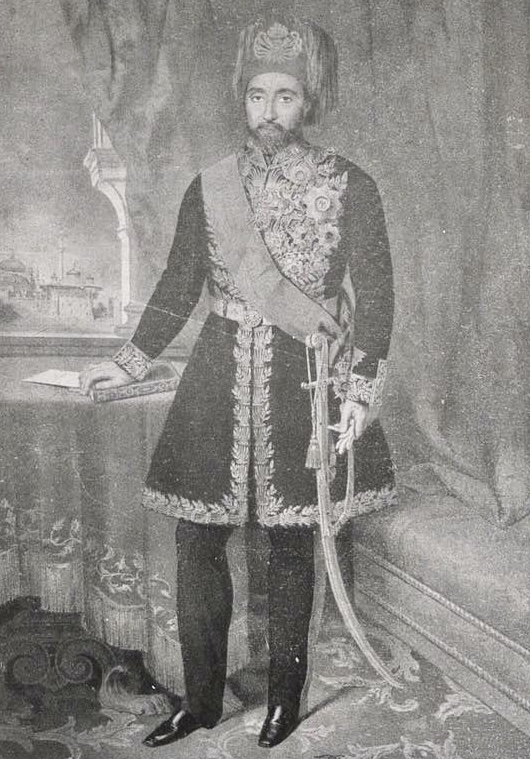
Koca Mustafa Reşid Pascià, il principale artefice dell'Editto di Gülhane (L'editto imperiale ottomano di riorganizzazione, proclamato il 3 novembre 1839)

Mentre l'Editto di Gülhane era più complesso, consisteva principalmente di tre richieste. La prima era un'assicurazione garantita della sicurezza della vita di ogni soggetto. La direzione del pensiero qui è che se la vita di un soggetto è in pericolo, lui / lei può diventare un pericolo per gli altri e per il sultano, poiché le persone fanno molte cose per paura per proteggere la loro vita. Se manca la sicurezza al patrimonio, tutti sono insensibili al governo e al bene pubblico. Il secondo proponeva un sistema regolare di valutazione e riscossione di tasse, di formazione delle truppe e durata del servizio militare. Ai soggetti sarebbe stata tassata una quota determinata dai loro mezzi e un servizio militare ridotto avrebbe attenuato l'effetto sulle industrie quando gli uomini erano assenti. Questa raccolta di richieste può essere riassunta sotto il titolo di imposizioni governative sui soggetti. Questo nuovo sistema di tassazione pose fine all'appalto delle imposte e introdusse una tassazione basata sui mezzi anziché su un'aliquota forfettaria. Infine, la terza ha affrontato la riforma nel settore dei diritti umani e del sistema giudiziario. Agli imputati sarebbe stato concesso un processo pubblico; gli individui possono possedere e disporre di proprietà in libertà; e le punizioni dovevano adattarsi all'azione indipendentemente dal rango. La ricompensa per merito fu presentata in questo editto. Inoltre, l'editto emancipò le minoranze, concedendo loro l'opportunità di essere arruolate. Tuttavia, la coscrizione poteva essere evitata dalle minoranze pagando la Jizya. Ciò permise alle minoranze di avere dei mezzi per evitare la coscrizione e permise di mantenere un esercito per lo più privo di minoranze. Di seguito sono riportate in dettaglio alcune delle clausole importanti:

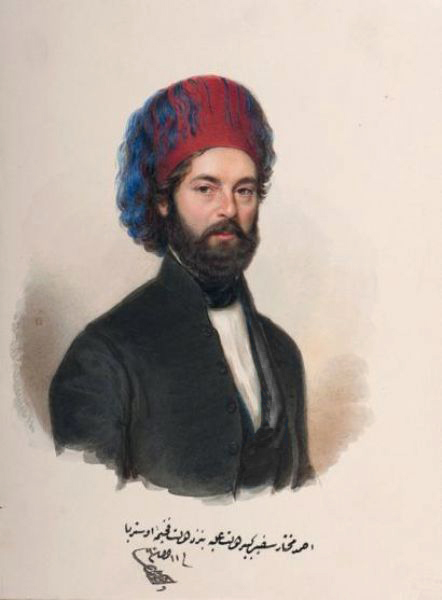
Ahmed Muhtar Bey ha contribuito alla secolarizzazione dello Stato

### Clausole
- In futuro, il caso di ogni parte accusata sarà processato pubblicamente, in conformità con la nostra legge divina. Fino a quando non sarà pronunciata una sentenza regolare, nessuno potrà condannare un altro a morte, di nascosto o pubblicamente, con il veleno o con qualsiasi altra forma di punizione.
- A nessuno sarà permesso di attaccare l'onore di nessuno, chiunque egli sia.
- Ogni persona godrà del possesso della sua proprietà di ogni natura e ne disporrà con la più perfetta libertà, senza che nessuno possa impedirlo. Così, ad esempio, gli eredi innocenti di un criminale non saranno privati dei loro diritti legali e la proprietà del criminale non sarà confiscata
- Queste concessioni imperiali si estendono a tutti i nostri sudditi, a qualunque religione o setta possano appartenere; e li godranno senza eccezioni.
- La perfetta sicurezza è, quindi, da noi concessa agli abitanti dell'impero, per quanto riguarda la loro vita, il loro onore ed il loro patrimonio, come richiede il testo sacro della nostra legge.
- Con riferimento agli altri punti, poiché deve essere regolamentato il contributo di opinioni illuminate, il nostro Consiglio di Giustizia (arricchito da quanti nuovi membri se si riterrà necessario), al quale sarà affiancato in determinati giorni che nomineremo i nostri Ministri e i Notabili dell'Impero, si riuniranno allo scopo di stabilire le leggi fondamentali su quei punti relativi alla sicurezza della vita e della proprietà e all'imposizione delle tasse. Ognuno in queste assemblee dichiarerà liberamente le sue idee e "darà il suo consiglio liberamente".
- Le leggi relative ai regolamenti del servizio militare saranno discusse dal Consiglio Militare, che si riunirà presso la Piazza del Serraschiere. Non appena una legge sarà decisa, ci sarà presentata, e affinché possa essere eternamente valida e applicabile la confermeremo con la nostra approvazione, scritta sopra di essa con la nostra mano imperiale.
- Poiché queste attuali istituzioni sono destinate esclusivamente alla riforma della religione, del governo, della nazione e dell'Impero, non dobbiamo fare nulla che possa opporsi ad esse.
- A testimonianza della nostra promessa, dopo aver depositato le presenti nella sala contenente il glorioso mantello del Profeta, alla presenza di tutti gli ulama e dei grandi dell'Impero, faremo giuramento in nome di Dio, e in seguito lo faremo fare agli ulama e dai grandi dell'Impero.[7]
- Dopodiché, chiunque tra gli ulama o i grandi dell'Impero, o qualsiasi altra persona che violerà queste istituzioni, subiranno, senza rispetto di rango, posizione e influenza, la punizione corrispondente al suo crimine, dopo che quest'ultimo sarà stato completamente stabilito. A tal fine è redatto un codice penale.[7]
- Poiché tutti i dipendenti pubblici dell'Impero ricevono un salario adeguato e poiché devono essere fissati i salari di coloro le cui funzioni non sono state fino ad ora sufficientemente remunerate, deve essere emanata una legge rigorosa contro il traffico di favoritismi e uffici, che la legge divina disapprova e che è una delle cause principali del decadimento dell'Impero.[7]

## Eredità
Alcuni dei cambiamenti istituiti dall'editto di Gülhane:
- Riformato il modo in cui lo stato si relazionava con i suoi sudditi; è stata sviluppata una relazione più moderna e non mediata. Ciò ha aiutato lo stato a funzionare in modo più efficiente.
- Inizia la secolarizzazione dello Stato attraverso la quale è emerso un nuovo sistema legale dello Stato. Per integrare la sharia fu introdotta una legge penale statale, con regole meno rigorose per l'azione penale.
- Rivoluzione nella burocrazia che ha permesso l'efficienza dello Stato. Mentre nel vecchio sistema i burocrati non avevano stipendio e venivano pagati da singoli individui, i cambiamenti introdotti dall'editto di Gülhane stabilivano uno stipendio statale e davano loro un'istruzione.